# Herbert Stegemann
Herbert Stegemann (* 2. August 1923) war Fußballspieler in der DDR-Oberliga. Dort spielte er für die die ZSG Anker Wismar bzw. die BSG Motor Wismar.

## Sportliche Laufbahn
Stegemann gehört zur Generation Wismarer Fußballspieler, die zwischen 1946 und 1952 für erfolgreichen Fußballsport in der Ostseestadt sorgten. Die Sportgemeinschaft (SG) Wismar Süd gehörte zum Kreis der Fußballmannschaften, die sich an der ersten Ostzonenmeisterschaft 1948 beteiligte. Sie hatte sich als Vizemeister Mecklenburgs qualifiziert, auf der Position des Rechtsaußenstürmers war der 24-jährige Herbert Stegemann aufgeboten worden. Die SG Süd überstand das Viertelfinale der Ostzonenmeisterschaft nach einer 1:3-Niederlage bei Freiimfelde Halle nicht, konnte sich aber in der folgenden Saison 1948/49 den Landesmeistertitel sichern. Im entscheidenden Spiel bei der SG Schwerin am 10. April 1949 gewann Wismar mit Rechtsaußen Stegemann mit 1:0. Damit war die SG Süd auch für die 2. Ostzonenmeisterschaft 1949 qualifiziert, schied aber erneut nach einer 0:10-Niederlage bei Fortuna Erfurt im Viertelfinale aus.
Als Landesmeister hatte Wismar auch die Startberechtigung für die erste Saison der neu gegründeten Oberliga des ostdeutschen Sportausschusses erworben. Unter der neuen Bezeichnung ZSG Anker Wismar spielte die Mannschaft von Anfang an gegen den Abstieg, so gab es am 5. Spieltag bei der SG Dresden-Friedrichstadt eine deutliche 0:11-Niederlage. Am Saisonende musste die ZSG gegen die punktgleiche Mannschaft der SG Altenburg Nord ein Entscheidungsspiel um den Klassenerhalt austragen, das mit 2:3 verloren ging. In diesem Spiel fehlte Stegemann, er hatte jedoch zuvor 19 der 26 ausgetragenen Punktspiele absolviert und als etatmäßiger Rechtsaußenstürmer zwei Tore erzielt.
1950/51 musste die ZSG Anker nach dem Abstieg in der zweitklassigen DDR-Liga antreten. Rechtsaußen Stegemann war bei allen 16 Punktspielen dabei und erzielte erneut zwei Tore. Die ZSG stand am Saisonende gemeinsam mit der punktgleichen SG Volkspolizei Potsdam an der Tabellenspitze der Nordstaffel und musste erneut in ein Entscheidungsspiel, diesmal allerdings um den Oberligaaufstieg. In der am 15. April 1951 in Stendal ausgetragenen Begegnung war Stegemann auf seiner Rechtsaußen-Position mit von der Partie, und nach einem 2:1-Sieg über die Volkspolizisten kehrte Wismar nach einem Jahr wieder in die Oberliga zurück.
In der neuen Oberligasaison 1951/52 ging es für die Wismarer, die als BSG Motor erneut unter neuem Namen antraten, wieder nur um den Klassenerhalt. Dieser wurde jedoch mit 22 Niederlagen bei 36 Spielen vergeben. Der 28-jährige Stegemann bestritt nur noch acht Oberligaspiele. Sein letztes Punktspiel für Motor Wismar absolvierte er am 29. August 1951, dem 11. Spieltag. In der Begegnung Chemie Leipzig – Motor Wismar (1:7) erzielte er auch sein letztes Punktspieltor. In der 9. Minute hatte er als Rechtsaußen seine Mannschaft überraschend in Führung geschossen.